# Refojos de Riba de Ave
Refojos de Riba de Ave é uma povoação portuguesa do Município de Santo Tirso que foi sede da extinta Freguesia de Refojos de Riba de Ave, freguesia que tinha 6,5 km² de área e 962 habitantes (2011), e, por isso, uma densidade populacional de 173,6 h/km².
A Freguesia de Refojos de Riba de Ave foi extinta (agregada) em 2013, no âmbito de uma reforma administrativa nacional, para, em conjunto com a Freguesia de Carreira, formar uma nova freguesia denominada União das Freguesias de Carreira e Refojos de Riba de Ave.
Refojos de Riba de Ave foi vila e sede de concelho até 1836. Este era constituído pelas freguesias de Agrela, Água Longa, Burgães, Carreira (Santiago), Guimarei, Lamelas, Monte Córdova, Refojos de Riba de Ave, Reguenga, Campo (São Salvador), Negrelos (São Tomé), Penamaior e Seroa. Tinha, em 1801, 6 893 habitantes.
Em 1836, após a extinção do concelho foi anexada ao concelho de São Tomé de Negrelos e em 1855, com a extinção deste, passou a integrar o concelho (atual município) de Santo Tirso.

## População
| População da freguesia de Refojos de Riba de Ave | População da freguesia de Refojos de Riba de Ave | População da freguesia de Refojos de Riba de Ave | População da freguesia de Refojos de Riba de Ave | População da freguesia de Refojos de Riba de Ave | População da freguesia de Refojos de Riba de Ave | População da freguesia de Refojos de Riba de Ave | População da freguesia de Refojos de Riba de Ave | População da freguesia de Refojos de Riba de Ave | População da freguesia de Refojos de Riba de Ave | População da freguesia de Refojos de Riba de Ave | População da freguesia de Refojos de Riba de Ave | População da freguesia de Refojos de Riba de Ave | População da freguesia de Refojos de Riba de Ave | População da freguesia de Refojos de Riba de Ave |
| ------------------------------------------------ | ------------------------------------------------ | ------------------------------------------------ | ------------------------------------------------ | ------------------------------------------------ | ------------------------------------------------ | ------------------------------------------------ | ------------------------------------------------ | ------------------------------------------------ | ------------------------------------------------ | ------------------------------------------------ | ------------------------------------------------ | ------------------------------------------------ | ------------------------------------------------ | ------------------------------------------------ |
| 1864                                             | 1878                                             | 1890                                             | 1900                                             | 1911                                             | 1920                                             | 1930                                             | 1940                                             | 1950                                             | 1960                                             | 1970                                             | 1981                                             | 1991                                             | 2001                                             | 2011                                             |
| 790                                              | 706                                              | 721                                              | 769                                              | 777                                              | 799                                              | 872                                              | 1 008                                            | 1 076                                            | 1 137                                            | 980                                              | 1 110                                            | 1 159                                            | 1 106                                            | 962                                              |

No censo de 1940 figura como Refojos
| Distribuição da População por Grupos Etários | Distribuição da População por Grupos Etários | Distribuição da População por Grupos Etários | Distribuição da População por Grupos Etários | Distribuição da População por Grupos Etários | Distribuição da População por Grupos Etários | Distribuição da População por Grupos Etários | Distribuição da População por Grupos Etários | Distribuição da População por Grupos Etários | Distribuição da População por Grupos Etários |
| -------------------------------------------- | -------------------------------------------- | -------------------------------------------- | -------------------------------------------- | -------------------------------------------- | -------------------------------------------- | -------------------------------------------- | -------------------------------------------- | -------------------------------------------- | -------------------------------------------- |
| Ano                                          | 0-14 Anos                                    | 15-24 Anos                                   | 25-64 Anos                                   | > 65 Anos                                    |                                              | 0-14 Anos                                    | 15-24 Anos                                   | 25-64 Anos                                   | > 65 Anos                                    |
| 2001                                         | 205                                          | 146                                          | 620                                          | 135                                          |                                              | 18,5%                                        | 13,2%                                        | 56,1%                                        | 12,2%                                        |
| 2011                                         | 143                                          | 111                                          | 527                                          | 181                                          |                                              | 14,9%                                        | 11,5%                                        | 54,8%                                        | 18,8%                                        |

Média do País no censo de 2001:  0/14 Anos-16,0%; 15/24 Anos-14,3%; 25/64 Anos-53,4%; 65 e mais Anos-16,4%
Média do País no censo de 2011:   0/14 Anos-14,9%; 15/24 Anos-10,9%; 25/64 Anos-55,2%; 65 e mais Anos-19,0%